# Gustavo Santacruz
Gustavo Ariel Santacruz González (n. Caaguazú, Paraguay; 21 de julio de 1993) es un futbolista paraguayo. Juega de delantero Actualmente no tiene equipo.

## Trayectoria
Debutó como delantero en el Club 12 de octubre en el Torneo Clausura 2014. 

## Clubes
| Club          | País     | Año             |
| ------------- | -------- | --------------- |
| Libertad      | Paraguay | 2013 - 2014     |
| 12 de octubre | Paraguay | 2014            |
| Libertad      | Paraguay | 2015 - Presente |

## Estadísticas
| Club                   | Temporada           | Liga | Liga | Copa Nacional | Copa Nacional | Copa Internacional | Copa Internacional | Total | Total |
| Club                   | Temporada           | PJ   | G    | PJ            | G             | PJ                 | G                  | PJ    | G     |
| ---------------------- | ------------------- | ---- | ---- | ------------- | ------------- | ------------------ | ------------------ | ----- | ----- |
| Club Libertad Paraguay |                     |      |      |               |               |                    |                    |       |       |
| 2014                   | 0                   | 0    | -    | -             | 0             | 0                  | 0                  | 0     |       |
| Total                  | 0                   | 0    | -    | -             | 0             | 0                  | 0                  | 0     |       |
| 12 de Octubre Paraguay |                     |      |      |               |               |                    |                    |       |       |
| 2015                   | 15                  | 8    | -    | -             | -             | -                  | 15                 | 8     |       |
| Total                  | 15                  | 8    | -    | -             | -             | -                  | 15                 | 8     |       |
| Club Libertad Paraguay |                     |      |      |               |               |                    |                    |       |       |
| 2015                   | 0                   | 0    | -    | -             | 0             | 0                  | 0                  | 0     |       |
| Total                  | 0                   | 0    | -    | -             | 0             | 0                  | 0                  | 0     |       |
| Total en su carrera    | Total en su carrera | 15   | 8    | -             | -             | 0                  | 0                  | 15    | 8     |